# Charles Haberkorn
Charles Haberkorn (Baden-Württemberg, 1880. november 16. – Saint Louis, Missouri, 1966. november) olimpiai bronzérmes amerikai kötélhúzó.
Az 1904. évi nyári olimpiai játékokon indult kötélhúzásban a St. Louis Southwest Turnverein No. 2 színeiben, de az amerikai válogatotthoz tartoztak. Rajtuk kívül még 3 amerikai klub és két ország indult (görögök és dél-afrikaiak). A verseny egyenes kiesésben zajlott.
Indult még szabadfogású birkózásban is, és a negyeddöntőben kiesett.